# Паули-Виссова
Paulys Real-Encyclopädie der Klassischen Altertumswissenschaft, (рус. Реальная энциклопедия науки о классической древности), чаще называется Pauly-Wissowa (рус. Паули-Виссова) или просто RE — немецкая энциклопедия классической древности. Вместе со своими приложениями включает более ста томов.

## История издания
Первый том был издан Августом Паули в 1837 году, переиздан в 1839 году. Паули умер в 1845 году, его работа осталась неоконченной, и Кристиан Вальц и Вильгельм Тейффель завершили её в 1852 году. Первое издание энциклопедии содержало шесть томов. Второе издание, готовившееся в 1861—1866 годах, так никогда и не было закончено, издан был лишь один том в двух частях.
В 1890 году Георг Виссова начал новое, более впечатляющее издание. Планировалось, что оно будет закончено в течение десяти лет, однако последний из 83 томов вышел в 1978 году, а том с оглавлением — в 1980 году. Каждая статья была написана признанным специалистом в своей области, но, что неудивительно для работы, выходившей на протяжении жизни трёх поколений, многие положения ранних статей устаревали к моменту выхода более поздних томов. Многие статьи в энциклопедии были написаны Фридрихом Мюнцером.
Цена и размер Паули-Виссова были весьма внушительны, и в 1964—1975 годах издательство «Alfred Druckenmüller Verlag» выпустило сокращённое издание в пяти томах «Der Kleine Pauly» (рус. Малый Паули).
Обновлённая версия под названием «Der Neue Pauly» (рус. Новый Паули), содержащая 18 томов (из которых только 15 были плановыми) и оглавление, выходила с 1996 по 2003 года. С 2004 года появляются дополнительные тома (было запланировано 7). Английская версия, «Brill’s New Pauly», была опубликована в период с 2002 по 2014 годы.

## Издания

### 1-е издание
Первое издание «Real-Encyclopädie der classischen Alterthumswissenschaft in alphabetischer Ordnung», называемое в академической среде «Ur-Pauly», подготовлено А. Паули вместе с К. Вальцем и В. З. Тейффелем. Энциклопедия публиковалась в Штутгартском издательстве «J.B. Metzler Verlag».
- Band 1: A & B. — 1837. — VIII, 1224, [2] S.
  - Band 1: A & B. — 1839. — VIII, 1224, [2] S.
- Band 2: C & D. — 1842. — II, 1327, [2] S.
- Band 3: E — H. — 1844. — II, 1572, [2] S.
- Band 4: J — Mez (1846)
- Band 5: Mi — Pot (1848)
- Band 6: (1852)

1. Abtheilung: Pr — Στοῖαι
2. Abtheilung: Stoici — Zythum

### 2-е издание, полностью переработанное
Второе издание «Paulys Real-Encyclopädie der classischen Altertumswissenschaft in alphabetischer Ordnung» готовилось под редакцией В. З. Тейффеля. Опубликованы были только две части первого тома до словарной статьи «Byzinus».
- Band 1

1. Hälfte: A — Apollinopolis. — 1862—1864. — VIII, 1252, [1] S.
2. Hälfte: Apollo — Byzinus. — 1866. — II, 1253—2625, [1], XIII, [1] S.

### Neue Bearbeitung
«Paulys Real-Encyclopädie der classischen Altertumswissenschaft : neue Bearbeitung» (Pauly-Wissowa / RE) — многотомное издание, инициированное Г. Виссова, и издававшееся на протяжении восьмидесяти четырёх лет с 1894 по 1978. К написанию статей энциклопедии было привлечено в общей сложности более 1100 признанных историков-антиковедов и филологов-классиков. Ряд статей имеют характер небольших монографий из-за их длины. Всего было издано 67 томов и 15 томов-дополнений, 3 тома-регистра опубликованы в 1980, 1997 и 2000 годах. Указатель к приложениям и томам-дополнениям издан в Чикаго в 1976 Джоном П. Мёрфи (переиздан в 1980). Лексикон впервые появился в издательстве «J.B. Metzler Verlag», а затем в издательстве «Alfred Druckenmüller Verlag».
| Первая серия, A—Q - Band I, Halbbände 1—2, Aal—Apollokrates (1894) - Band II, Halbband 3, Apollon—Artemis (1895) - Band II, Halbband 4, Artemisia—Barbaroi (1896) - Band III, Halbband 5, Barbarus—Campanus (1897) - Band III, Halbband 6, Campanus ager—Claudius (1899) - Band IV, Halbband 7, Claudius mons—Cornificius (1900) - Band IV, Halbband 8, Corniscae—Demodoros (1901) - Band V, Halbbände 9—10, Demogenes—Ephoroi (1905) - Band VI, Halbband 11, Ephoros—Eutychos (1907) - Band VI, Halbband 12, Euxantios—Fornaces (1909) - Band VII, Halbband 13, Fornax—Glykon (1910) - Band VII, Halbband 14, Glykyrrhiza—Helikeia (1912) - Band VIII, Halbband 15, Helikon—Hestia (1912) - Band VIII, Halbband 16, Hestiaia—Hyagnis (1913) - Band IX, Halbband 17, Hyaia—Imperator (1914) - Band IX, Halbband 18, Imperium—Iugum (1916) - Band X, Halbband 19, Iugurtha—Ius Latii (1918) - Band X, Halbband 20, Ius Liberorum—Katochos (1919) - Band XI, Halbband 21, Katoikoi—Komödie (1921) - Band XI, Halbband 22, Komogrammateus—Kynegoi + Регистр к I—X и Suppl. I—III (1922) - Band XII, Halbband 23, Kynesioi—Legio (1924) - Band XII, Halbband 24, Legio—Libanon (1925) - Band XIII, Halbband 25, Libanos—Lokris (1926) - Band XIII, Halbband 26, Lokroi—Lysimachides (1927) - Band XIV, Halbband 27, Lysimachos—Mantike (1928) - Band XIV, Halbband 28, Mantikles—Mazaion (1930) - Band XV, Halbband 29, Mazaios—Mesyros (1931) - Band XV, Halbband 30, Met—Molaris lapis + Регистр к I—XV, IA—IVA и Suppl. I—V (1932) - Band XVI, Halbband 31, Molatzes—Myssi (1933) - Band XVI, Halbband 32, Mystagogos—Nereae (1935) - Band XVII, Halbband 33, Nereiden—Numantia (1936) - Band XVII, Halbband 34, Numen—Olympia (1937) - Band XVIII, Halbband 35, Olympia—Orpheus (1939) - Band XVIII, Halbband 36.1, Orphische Dichtung—Palatini (1942) - Band XVIII, Halbband 36.2, Palatinus—Paranatellonta (1949) - Band XVIII, Halbband 36.3, Paranomon graphe—Pax (1949) - Band XIX, Halbband 37, Pech—Petronius (1937) - Band XIX, Halbband 38, Petros—Philon (1938) - Band XX, Halbband 39, Philon—Pignus (1941) - Band XX, Halbband 40, Pigranes—Plautinus (1950) - Band XXI, Halbband 41, Plautius—Polemokrates (1951) - Band XXI, Halbband 42, Polemon—Pontanene (1952) - Band XXII, Halbband 43, Pontarches—Praefectianus (1953) - Band XXII, Halbband 44, Praefectura—Priscianus (1954) - Band XXIII, Halbband 45, Priscilla—Psalychiadai (1957) - Band XXIII, Halbband 46, Psamathe—Pyramiden + Регистр к I—XXIII, IA—VIIIA и Suppl. I—VIII (1959) - Band XXIV, Halbband 47, Pyramos—Quosenus (1963) | Вторая серия, R—Z - Band IA, 1, Halbband 1, Ra—Ryton (1914) - Band IA, 2, Halbband 2, Saale—Sarmathon (1920) - Band IIA, 1, Halbband 3, Sarmatia—Selinos (1921) - Band IIA, 2, Halbband 4, Selinuntia—Sila (1923) - Band IIIA, 1, Halbband 5, Silacenis—Sparsus (1927) - Band IIIA, 2, Halbband 6, Sparta—Stluppi (1929) - Band IVA, 1, Halbband 7, Stoa—Symposion (1931) - Band IVA, 2, Halbband 8, Symposion—Tauris (1932) - Band VA, 1, Halbband 9, Taurisci—Thapsis (1934) - Band VA, 2, Halbband 10, Thapsos—Thesara (1934) - Band VIA, 1, Halbband 11, Thesauros—Timomachos (1936) - Band VIA, 2, Halbband 12, Timon—Tribus (1937) - Band VIIA, 1, Halbband 13, Tributum—M. Tullius Cicero (1939) - Band VIIA, 2, Halbband 14, M. Tullius Cicero—Valerius (1948) - Band VIIIA, 1, Halbband 15, Valerius Fabrianus—P. Vergilius Maro (1955) - Band VIIIA, 2, Halbband 16, P. Vergilius Maro—Vindeleia (1958) - Band IXA, 1, Halbband 17, Vindelici—Vulca (1961) - Band IXA, 2, Halbband 18, Vulcanius—Zenius (1967) - Band XA, Halbband 19, Zenobia—Zythos (1972) Supplements - Supplementband I, Aba—Demokratia (1903) - Supplementband II, Herodes—Herodotos (1913) - Supplementband III, Aachen—ad Iuglandem (1918) - Supplementband IV, Abacus—Ledon + Delphoi (1924) - Supplementband V, Agamemnon—Statilius (1931) - Supplementband VI, Abretten—Thunudromon (1935) - Supplementband VII, Adobogiona—Triakadieis (1940) - Supplementband VIII, Achaios—Valerius (1956) - Supplementband IX, Acilius—Utis (1962) - Supplementband X, Accaus—Uttiedius (1965) - Supplementband XI, Abragila—Zengisa (1968) - Supplementband XII, Abdigildus—Thukydides (1970) - Supplementband XIII, Africa Proconsularis—Viae publicae Romanae (1973) - Supplementband XIV, Aelius—Zone (1974) - Supplementband XV, Acilius—Zoilos (1978) |

| Регистры - Register der Nachträge und Supplemente (1980) - Gesamtregister Teil 1, Realencyclopädie der classischen Altertumswissenschaft: Register Teil 1: Alphabetischer Teil. / hrsg. von T. Erler, Ch. Frateantonio, M. Kopp, D. Sigel und D. Steiner. — Stuttgart : J.B. Metzler Verlag, 1997. — VIII, 1158 S. — (mit CD-ROM). — ISBN 3-476-01193-3, ISBN 3-476-01195-X (Gesamtreg.) - Gesamtregister Teil 2, Realencyclopädie der classischen Altertumswissenschaft: Register Teil 2: Systematisches Sach- und Suchregister. [Elektronische Daten] / erarb. von Ch. Frateantonio und M. Fuchs. — Stuttgart: J.B. Metzler Verlag, 2000. — (nur CD-ROM) + 1 Beilage (35 S.). — ISBN 3-476-01194-1, ISBN 3-476-01195-X (Gesamtreg.) | Указатели - Murphy John P. Index to the supplements and suppl. volumes of «Pauly-Wissowa’s» R.E.² : Index to the «Nachträge» and «Berichtigungen» in vols. I—XXIV of the first series, vols. I—X of the second series, and supplementary vols. I—XIV of Pauly-Wissowa-Kroll’s «Realenzyklopädie». — Chicago : Ares, 1976. — 138 p. — ISBN 0-89005-174-7 - Murphy John P. Paulys Realencyclopädie der classischen Altertumwissenschaft. Index to the supplements and supplementary volumes of Pauly-Wissowa’s 'Realenzyklopädie'. — 2d ed. with an appendix containing an index to suppl. vol. XV (Final). — Chicago : Ares, 1980. — 144 p. — ISBN 0-89005-174-7 |

### Der Kleine Pauly
Сокращённое пятитомное издание «Der Kleine Pauly : Lexikon der Antike in fünf Bänden : auf der Grundlage von Pauly’s Realencyclopädie der classischen Altertumswissenschaft» (KIP) опубликованное издательством «Alfred Druckenmüller Verlag» в 1964—1975 годах. Классический филолог Конрат Циглер (1884—1974) начал издавать «Малый Паули» после завершения 24-го тома RE. После того как «Малый Паули» был переиздан в 1979 году (ISBN 3-423-05963-X) в мягкой обложке в Мюнхене издательством «Deutscher Taschenbuch Verlag», пятитомник получил широкое распространение среди студентов, преподавателей и других заинтересованных сторон. Энциклопедия продолжает переиздаваться репринтным способом.
- Band 1: Aachen — Dichalkon. — 1964. — XXVI S., 1558 Sp.
- Band 2: Dicta Catonis — Iuno. — 1967. — 1584 Sp.
- Band 3: Iuppiter — Nasidienus. — 1969. — 1584 Sp.
- Band 4: Nasidius — Scaurus. — 1972. — 1588 Sp.
- Band 5: Schaf — Zythos und Nachträge. — 1975. — 1652 Sp.

### Der Neue Pauly
После того, как «J.B. Metzler Verlag» вернуло все права на RE, издательство начиная с 1996 года публикует новую энциклопедию древностей — «Der Neue Pauly : Enzyklopädie der Antike» (DNP) (ISBN 3-476-01470-3 (серия)). В отличие от своих предшественников, «Новый Паули» фокусируется на классической древности, но значительно расширяет спектр. Аспекты греко-римского мира в древних ближневосточных и египетской культурах рассматриваются более детально; в энциклопедию теперь включены вопросы взаимодействия античного мира с соседними народами и культурами (семиты, кельты, германцы, славяне), а также византийские исследования. Древний иудаизм, раннее христианство и зарождающийся ислам рассматриваются более пристально.
- Band 1—12: Античность А — Z (Том 12 в 2 подтомах)
  - Band 1: Altertum, A—Ari. — 1996. — LIII S., 1154 Sp. — ISBN 3-476-01471-1.
  - Band 2: Altertum, Ark—Ci. — 1997. — XII S., 1226 Sp. — ISBN 3-476-01472-X.
  - Band 3: Altertum, Cl—Epi. — 1997. — LI S., 1180 Sp. — ISBN 3-476-01473-8.
  - Band 4: Altertum, Epo—Gro. — 1998. — XII S., 1252 Sp. — ISBN 3-476-01474-6.
  - Band 5: Altertum, Gru—Iug. — 1998. — XI S., 1214 Sp. — ISBN 3-476-01475-4.
  - Band 6: Altertum, Iul—Lee. — 1999. — XII S., 1222 Sp. — ISBN 3-476-01476-2.
  - Band 7: Altertum, Lef—Men. — 1999. — XII S., 1267 Sp. — ISBN 3-476-01477-0.
  - Band 8: Altertum, Mer—Op. — 2000. — XI S., 1276 Sp. — ISBN 3-476-01478-9.
  - Band 9: Altertum, Or—Poi. — 2000. — XI S., 1194 Sp. — ISBN 3-476-01479-7.
  - Band 10: Altertum, Pol—Sal. — 2001. — XI S., 1278 Sp. : ill. — ISBN 3-476-01480-0.
  - Band 11: Altertum, Sam—Tal. — 2001. — XI S., 1234 Sp. : ill. — ISBN 3-476-01481-9.
  - Band 12/1: Altertum, Tam—Ve. — 2002. — XII S., 1172 Sp. : ill. — ISBN 3-476-01482-7.
  - Band 12/2: Altertum, Ven—Z und Nachträge. — 2002. — XII S., 1192 Sp., [26] S. — ISBN 3-476-01487-8.
- Band 13—15: История искусства и науки A—Z (Том 15 в 3 подтомах)
  - Band 13: Rezeptions- und Wissenschaftsgeschichte, A—Fo. — 1999. — LVI S., 1162 Sp. — ISBN 3-476-01483-5.
  - Band 14: Rezeptions- und Wissenschaftsgeschichte, Fr—K. — 2000. — X S., 1158 Sp. — ISBN 3-476-01484-3.
  - Band 15/1: Rezeptions- und Wissenschaftsgeschichte, La—Ot. — 2001. — X S., 1259 Sp. : ill. — ISBN 3-476-01485-1.
  - Band 15/2: Rezeptions- und Wissenschaftsgeschicht, Pae—Sch. — 2002. — IX S., 1155 Sp. : zahlr. ill. — ISBN 3-476-01488-6.
  - Band 15/3: Rezeptions- und Wissenschaftsgeschichte, Sco—Z und Nachträge. 2003. — XII S., 1334 Sp. : ill. — ISBN 3-476-01489-4.
- Band 16: Register. Listen. Tabellen [Register zu den Altertumsbänden des Neuen Pauly; Register zum Rezeptionsteil Band 4 der Supplemente]. — 2003. — VII S., 579 Sp. — ISBN 3-476-01486-X.

Supplementbände:
- Band 1: Herrscherchronologien der antiken Welt. Namen, Daten, Dynastien. — 2004. — XVI S., 360 S. — ISBN 3-476-01912-8.
- Band 2: Geschichte der antiken Texte. Autoren- und Werklexikon. — 2007. — X S., 662 S. — ISBN 3-476-02030-4.
- Band 3: Historischer Atlas der antiken Welt. — 2007. — XIX, 308 S. — ISBN 3-476-02031-2.
- Band 4: Register zur Rezeptions- und Wissenschaftsgeschichte. Register zu den Bänden 13 — 15/3 des Neuen Pauly. — 2005. — IX S., 396 S. — ISBN 3-476-02051-7.
- Band 5: Mythenrezeption. Die antike Mythologie in Literatur, Musik und Kunst von den Anfängen bis zur Gegenwart. — 2008. — IX S., 749 S. — ISBN 3-476-02032-0.
- Band 6: Geschichte der Altertumswissenschaften. Biographisches Lexikon. — 2012. — LXII S., 1475 Sp. — ISBN 3-476-02033-9.
- Band 7: Die Rezeption der antiken Literatur. Kulturhistorisches Werklexikon. — 2010. — XVIII S., 1275 Sp. — ISBN 3-476-02034-7.
- Band 8: Historische Gestalten der Antike. Rezeption in Literatur, Kunst und Musik. — 2013. — IX S., 1184 Sp. — ISBN 978-3-476-02468-8.
- Band 9: Renaissance-Humanismus. Lexikon zur Antikerezeption. — 2014. — XV S., 1182 Sp. — ISBN 978-3-476-02469-5.
- Band 10: Frühgeschichte der Mittelmeerkulturen. Historisch-archäologisches Handbuch. — 2015. — XIV S., 1275 Sp. — ISBN 978-3-476-02470-1.
- Band 11: Byzanz. Historisch-kulturwissenschaftliches Handbuch. — 2016. — XIV S., 1268 Sp. — ISBN 978-3-476-02422-0.
- Band 12: Militärgeschichte der griechisch-römischen Antike. Lexikon. — 2022. — ISBN 978-3-476-02471-8.
- Band 13: Das 18. Jahrhundert. Lexikon zur Antikerezeption in Aufklärung und Klassizismus. — 2018. — XVI S., 1208 Sp. : ill. — ISBN 978-3-476-02472-5.
- Band 14: Die Germanen und das Römische Reich. Historisch-archäologisches Lexikon. — 2023. — ISBN 978-3-476-02473-2.

### Brill’s New Pauly
В период с 2002 по 2014 год публиковалась «Brill’s New Pauly : Encyclopaedia of the Ancient World» — английская версия «Нового Паули», издававшаяся нидерландским международным академическим издательством Koninklijke Brill NV. За перевод на английский язык отвечали Кристин Ф. Салазар (раздел — «Античность») и Фрэнсис Г. Джентри (раздел — «История искусства и науки»). Совокупно опубликовано 28 томов: 15 томов в основной серии «Античность», 5 томов во вторичной серии «Классическая традиция», 2 индексных тома для каждой из этих серий и 6 дополнений.
«Новый Паули» и «Новый Паули от Brill» доступны по подписке on-line (ISSN 1574-9347) на сайте brill.com.